# Louis Bonaparte

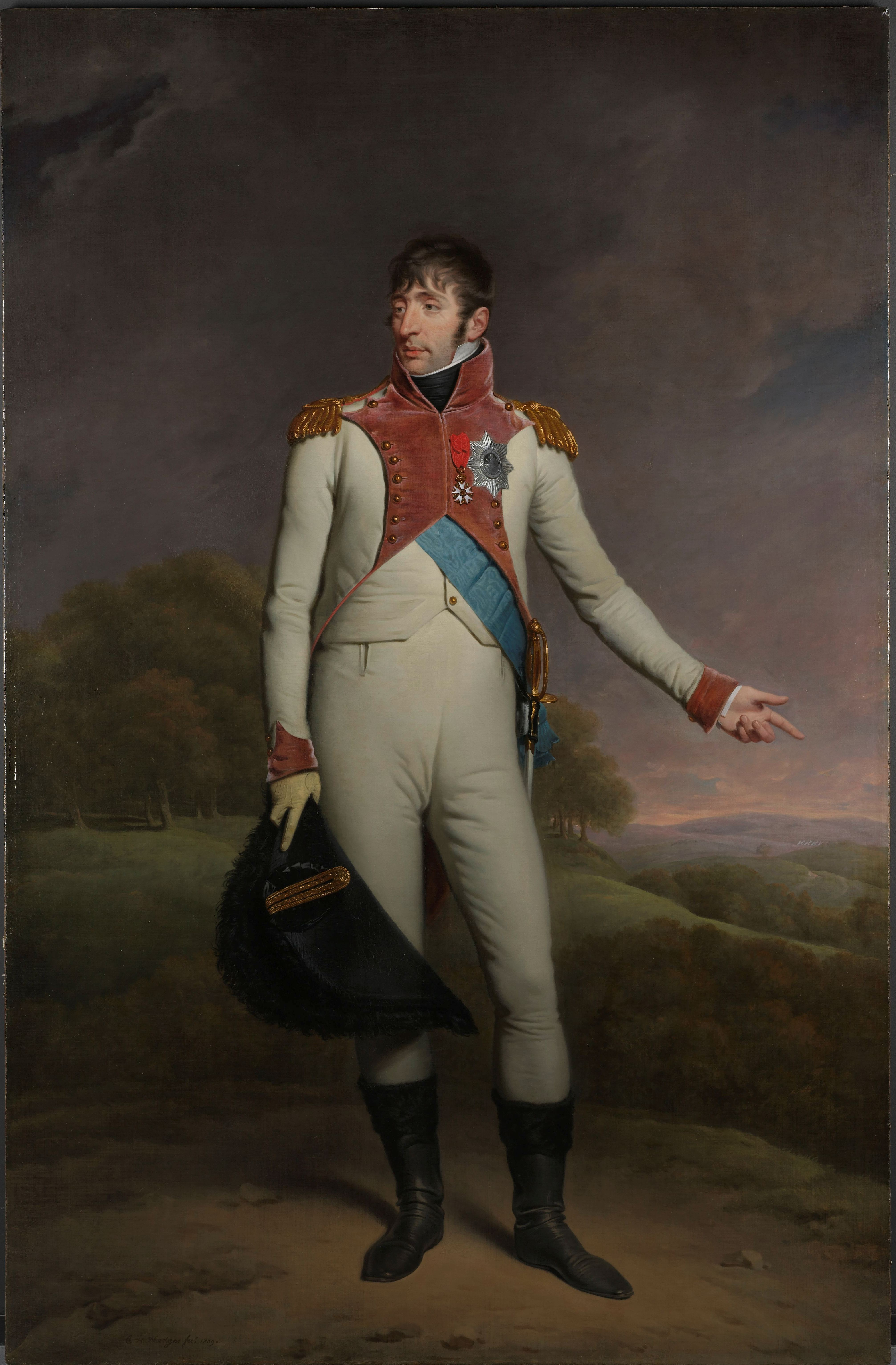
Louis Bonaparte, König von Holland (Porträt von Charles Howard Hodges). Louis’ Unterschrift:

Louis Napoléon Bonaparte (* 2. September 1778 in Ajaccio, Korsika; † 25. Juli 1846 in Livorno) war einer von vier Brüdern des Kaisers Napoleon I. von Frankreich. Von 1806 bis 1810 war er als Lodewijk Napoleon König des von seinem Bruder geschaffenen Königreichs Holland.
Während seiner kurzen Regierungszeit bemühte Louis sich, sich bei den Holländern beliebt zu machen. Er reformierte das holländische Recht und gab dem Land eine neue Verfassung. Er legte den Grundstock zum Rijksmuseum Amsterdam und verbesserte die Armen- und Medizinfürsorge. Vor allem aber zögerte er die Einführung der Kontinentalsperre hinaus; der Handelsboykott gegen Großbritannien schadete den Wirtschaftsinteressen Hollands massiv. Louis, der nach wie vor französischer Staatsbürger, kaiserlicher Prinz und „Connétable de France“ blieb, war in den Augen mancher Historiker allerdings nur ein „gekrönter Präfekt“, wie es auch seine Frau Hortense beschrieb, also ein ausführender Beamter.
Im Februar 1810 musste Louis einen Vertrag unterzeichnen, in dem er alle Gebiete südlich des Rheins an Frankreich abtrat. Louis und die Holländer wehrten sich vergeblich. Französische Truppen marschierten in das Königreich Holland ein, Louis trat zurück und begab sich ins Exil nach Österreich. Holland wurde von Frankreich annektiert.

## Leben

### Frühe Jahre
Louis Napoléon Bonaparte kam als fünftes Kind seiner Eltern zur Welt. Die Familie seines Vaters Carlo di Buonaparte war zum Zeitpunkt seiner Geburt auf dem Höhepunkt ihres Ansehens auf der Mittelmeerinsel Korsika angelangt. Auf den lateinischen Namen Ludovicus (Louis/Ludwig) getauft, rief ihn die Familie aber überwiegend Luigi, insbesondere für seine Mutter Letizia Buonaparte blieb er zeitlebens der „kleine Luigi“.
Politische Gegner seines Vaters lancierten das Gerücht, Louis sei kein leibliches Kind, vielmehr sollte seine Abstammung auf eine Liaison Letizias mit dem Militärgouverneur Korsikas zurückgehen. Obwohl sich die Gerüchte hartnäckig hielten, gelten sie in der heutigen Geschichtsschreibung als widerlegt. Louis’ Mutter wird zwar eine Freundschaft mit dem Gouverneur nachgesagt, aber ihr in historischen Quellen geschilderter Charakter als religiöse, sittsame und treue Ehefrau schließen Zweifel an der Vaterschaft Buonapartes aus.
Carlo di Buonaparte hatte sich vom kleinen Advokaten zum königlichen Richter emporgearbeitet und übernahm auch die Pflichten des stellvertretenden Bürgermeisters seiner Heimatstadt. Der mit diesem Aufstieg verbundene Wohlstand der Familie kam der Entwicklung des jungen Louis besonders zugute. Louis war sieben Jahre alt, als sein Vater 1785 mit nur 39 Jahren starb. Später errichtete Louis ihm zu Ehren ein Denkmal auf seinen Besitzungen in Saint-Leu-la-Forêt.

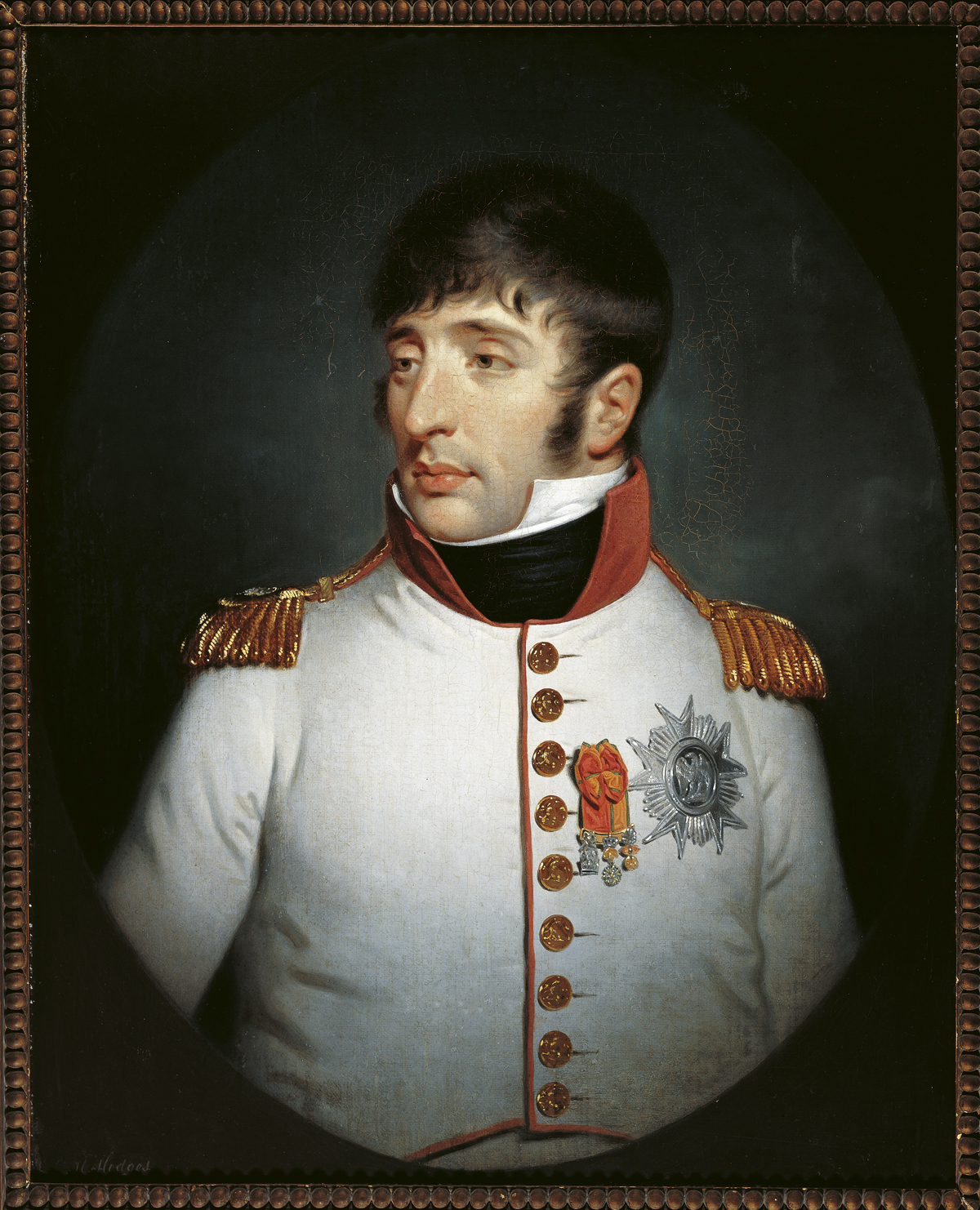
Louis Bonaparte

### Militärkarriere
Die finanzielle Situation der Familie Buonaparte verschlechterte sich nach dem Tod des Familienoberhaupts rapide. Der große Bruder Napoleon Bonaparte übernahm persönlich die Erziehung des kleinen Luigi, seines Lieblingsbruders. Seit 1791 war Napoleon Capitaine im Régiment d’ infanterie de La Fere und holte Louis zu sich in die Garnison nach Auxonne. Hier unterrichtete er ihn nicht nur in den militärischen Wissenschaften, sondern auch in Sprachen, Geschichte, Geografie und Philosophie. Louis diente als Kadett im selben Regiment und folgte seinem Bruder nach Grenoble. Die Erziehung Napoleons war streng und verlangte Louis viel ab. Aber als ernsthaftes und wissbegieriges Kind mit hoher Intelligenz meisterte er die an ihn gestellten Aufgaben zur Zufriedenheit Napoleons. In der Militärhierarchie stieg Louis schnell auf. Bereits 1792 wurde er Aspirant, im folgenden Jahr Adjutant und 1795 zum Sous lieutenant befördert.
1796 im Italienfeldzug fungierte Louis als Napoleons persönlicher Adjutant. Er zeichnete sich durch Wagemut und militärischen Sachverstand aus und wurde auch hier Napoleons Anforderungen gerecht. Während der Schlacht von Arcole rettete Louis seinem Bruder und späteren Kaiser das Leben, indem er ihn unter einem gestürzten Pferd hervorzog. Die Beförderung zum Capitaine erlangte er aufgrund seiner Verdienste im Gefecht von Breccia und wurde zum Commandant befördert.
Nachdem Napoleon im Jahr 1799 das Direktorium gestürzt hatte, übernahm er die Macht als Erster Konsul. Napoleons Machtergreifung wirkte sich auf Louis weitere Militärkarriere aus. Zum Colonel befördert, wurde Louis das Kommando über das 5e régiment de dragons (5. Dragonerregiment) erteilt. Mit nur 26 Jahren erreichte Louis während Napoleons Konsularzeit den Rang eines Général de division.
Im Dienste Napoleons bereiste Louis von 1800 bis 1801 einige Länder Europas, unter anderen Dänemark, Russland, Schweden und Preußen. Sein Regiment wurde nach Portugal entsandt, um den so genannten Orangen-Krieg zu beenden. Er konnte seinen Auftrag nicht mehr erfüllen, da der Konflikt bereits vor seinem Eintreffen beendet war. Louis unterschrieb lediglich beim Eintreffen den Friedensvertrag von Badajoz für die französische Seite.
Louis Napoleon war Colonel général des carabiniers.

### Krankheit
In Italien zog er sich in der Folge eines amourösen Abenteuers eine sogenannte „galante Krankheit“ zu, unter der er ein Leben lang litt. Auch ließ der längere Aufenthalt im Feldlazarett bei Forlì seinen Aufstieg in der Militärhierarchie ins Stocken geraten. Eine genaue Anamnese liegt nicht vor, jedoch ist davon auszugehen, dass es sich um Syphilis oder Gonorrhoe gehandelt haben dürfte. Die schlecht auskurierte Erkrankung führte immer wieder zu körperlichen Beschwerden. Im weiteren Verlauf griff diese die Nerven, das Rückenmark sowie das Knochengerüst an. Eine Arthritis und Muskelatrophie kamen hinzu und durch die hervorgerufene Bettlägerigkeit befiel den jungen Soldaten zusätzlich die Schwermut.
Öffentlich ließ er sich seinen Zustand jedoch nicht anmerken und folgte Napoleon auf dessen Ägyptenfeldzug. Noch von der Krankheit geschwächt, musste er, nach nur fünf Monaten, nach Frankreich zurückgeschickt werden. Auf dem Rückweg stürzte Louis vom Pferd. Die erlittenen Verletzungen heilten wegen des geschwächten Zustands schlecht aus. Die Folgen der Krankheit bereiteten ihm bis zum Ende seines Lebens immer wieder Probleme.
Während seiner Zeit in den Niederlanden machte ihm das feuchtkalte Nordseeklima schwer zu schaffen. Die fortschreitende Arthritis erforderte bald, dass seine Schreibfeder am Zeigefinger festgebunden werden musste. Louis Bonaparte arbeitete sehr viel, schlief und erholte sich wenig. Dieser Lebenswandel führte zu einer nervlichen und körperlichen Erschöpfung, und schon bald musste Louis zur Kur nach Aachen. Anschließend sah er sich gezwungen, aus gesundheitlichen Gründen kürzerzutreten.

### Familie

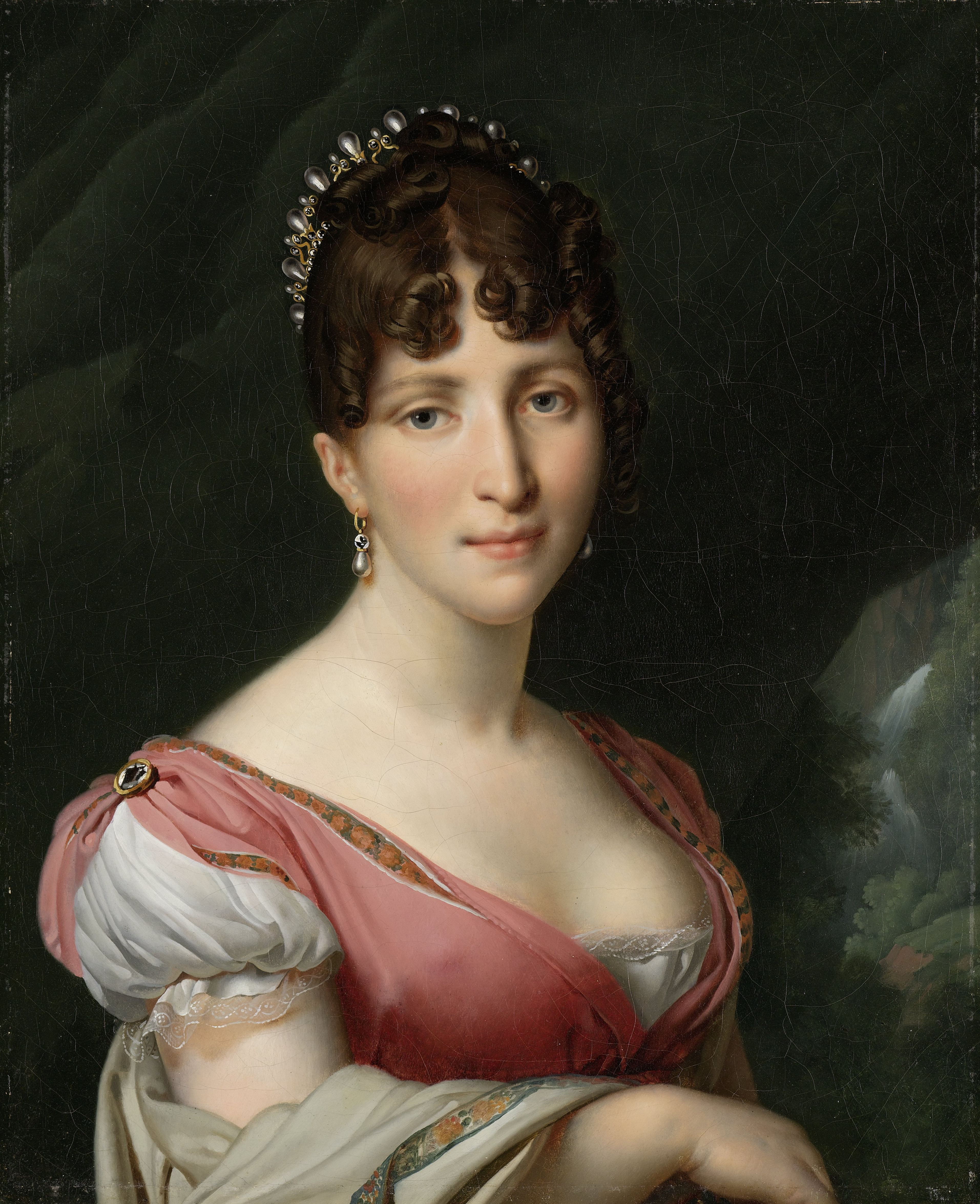
Hortense de Beauharnais (Porträt von Anne-Louis Girodet-Trioson)

Als Erstem Konsul wurde Napoleon das Recht gewährt, seinen Nachfolger selbst zu bestimmen. Er betrieb seither eine entsprechende Familienpolitik. Seine Schwestern hatte er bereits mit ihm ergebenen Generälen verheiratet, außer seiner ältesten Schwester Elisa, die sich von ihrem großen Bruder nichts sagen ließ. Für den jungen, noch unverheirateten Louis musste daher eine standesgemäße Braut gefunden werden. Auf Drängen seiner Gattin Joséphine wurde deren Tochter aus erster Ehe, Hortense, auserkoren. Am 4. Januar 1802 heiratete Louis Bonaparte Hortense, die Stieftochter Napoleons. Die arrangierte Ehe war nicht glücklich.
Louis Napoléon Bonaparte und Hortense de Beauharnais hatten drei Söhne:
1. Napoléon Charles Bonaparte (* 10. Oktober 1802; † 4. Mai 1807). Er starb im Alter von viereinhalb Jahren, sein Leichnam wurde feierlich in Notre Dame, Paris, aufgebahrt. Er ist in Saint-Leu-La-Foret begraben.
2. Napoléon Louis Bonaparte (* 11. Oktober 1804; † 17. März 1831), war unter der Regentschaft Napoleons von 1809 bis 1813 Großherzog von Kleve und Berg und ist auch in Saint-Leu-La-Foret begraben.
3. Charles-Louis-Napoléon Bonaparte (* 20. April 1808 in Paris; † 9. Januar 1873), war von 1848 bis 1852 französischer Präsident und von 1852 bis 1870 als Napoleon III. Kaiser von Frankreich.

Die Beziehung der Ehepartner verschlechterte sich rasch, denn Louis war krankhaft eifersüchtig, während Hortense sämtliche Annehmlichkeiten ihres Standes genoss. Louis’ Eifersucht führte sogar so weit, dass er seine Frau bespitzeln ließ und versuchte, sie im Schloss einzusperren. Das Verlassen des Schlosses ohne seine Zustimmung wurde ihr untersagt. Hortense wandte sich an ihren Stiefvater, und als dieser für sie Partei ergriff, verstärkte er nur Louis’ Eifersucht sowie dessen Misstrauen. Jedoch unternahmen die Ehepartner immer wieder Versuche zur Versöhnung.
Der Tod ihres erstgeborenen Sohnes Napoléon Charles im Mai 1807 brachte sie einander wieder näher. Beide verbrachten ab Juni des Jahres viel Zeit miteinander und erst im September verließ Louis Hortense, um in sein Holland zurückzukehren. Hortense blieb in Paris und brachte dort am 20. April 1808 ihren dritten Sohn zur Welt. Obwohl es in der heutigen Forschung keine Zweifel gibt, hält sich hartnäckig das Gerücht, Louis sei nicht der Vater von Louis Napoléon. Die Vaterschaft wurde Carel Hendrik Graf Verhuell zugeschrieben. Es ist belegt, dass Graf Verhuell und Hortense de Beauharnais eine Freundschaft verband, aber ebenso ist dessen Verbleib in Holland belegt, während Hortense und Louis in Paris weilten.
Der erneute Bruch mit Hortense erfolgte, weil Louis den Gerüchten Glauben schenkte und seine eigene Vaterschaft in Zweifel zog. Der eifersüchtige Louis verbannte den Minister Graf Verhuell nach Sankt Petersburg. Die neuerliche Trennung veranlasste Hortense, das ungeliebte Holland endgültig zu verlassen und die Ehe nicht weiter aufrechtzuerhalten. Hortense entzog mit Napoleons Hilfe Louis die Kinder.
Der Tod seines zweiten Sohnes Napoléon Louis im Jahre 1831 traf Louis besonders schwer, da der potentielle Thronfolger und in seinen Augen einzig verbliebene legitime Sohn vor ihm gestorben war. Trotzdem begann Louis sich seinem dritten Sohn Louis Napoleon wieder anzunähern. Sie standen fortan in engerem Kontakt zueinander.
Louis erfuhr im Schweizer Exil von der Untreue Hortenses. Sie unterhielt eine Liebesbeziehung mit dem Grafen Charles-Joseph de Flahaut. Aus dieser Verbindung ging Hortenses vierter Sohn Charles de Morny hervor, woraufhin Louis die Scheidung seiner Ehe vorantrieb. Doch der Papst, den Louis darum bat, lehnte eine Scheidung entschieden ab. Erst 1837 wurde der Bund auf natürliche Weise durch den Tod Hortenses gelöst und Louis konnte erneut heiraten. Die Ehe mit der erst sechzehnjährigen Marchesa Julia-Livia di Strozzi blieb kinderlos.

### Unter Kaiser Napoleon
Nach der Krönung Napoleons zum ersten Kaiser der Franzosen erhielt Louis wie seine Geschwister den Titel eines kaiserlichen Prinzen von Frankreich. Überdies erhob ihn Napoleon zum Kronfeldherrn von Frankreich (frz.: Connétable de France) und damit zum Großwürdenträger des Französischen Kaiserreichs. Dem Kronfeldherrn und kaiserlichen Prinzen Louis Bonaparte wurde sehr zur Freude seiner Frau Hortense ein eigener Hof auf dem Landgut St. Leu gewährt.
Während des dritten Koalitionskriegs übernahm Louis das Oberkommando über die Nordarmee. Die Umstände erforderten es, dass Louis nach Holland reisen musste, um die Batavische Republik gegen die Angriffe des preußischen Königs zu verteidigen. Im Dezember 1805 bereiteten die Schlacht von Austerlitz und der darauf folgende Friede von Pressburg dem Krieg ein Ende. Ehe der kaiserliche Prinz seine Rückreise antrat, hatte er bei den Holländern einen bleibenden Eindruck hinterlassen.

#### Umstände der Thronbesteigung

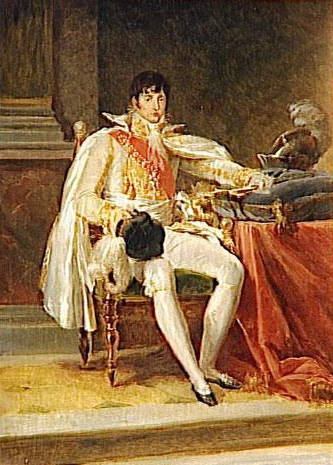
François Gérard: Louis Bonaparte, roi de Hollande

Die Haagschen Verträge schlossen ein Bündnis zwischen der Batavischen Republik und Frankreich. Die batavische Regierung musste den Vertrag unterzeichnen und auf die Forderungen Napoleons eingehen. Infolge des Verlustes seiner Flotte in der Schlacht von Trafalgar 1805 suchte Napoleon das nunmehr militärisch unangreifbare Großbritannien auf ökonomischen Weg zu bekämpfen. Angesichts der katastrophalen Niederlage Preußens bei Jena und Auerstedt gegen die Grande Armée erließ er im November 1806 in Berlin das Dekret über die Kontinentalsperre gegen das Inselreich, der auch die Niederlande beitreten mussten. Die Umsetzung der Kontinentalsperre in den Niederlanden reichte Napoleon aber nicht aus. Da er zur Durchsetzung eigener Interessen einen französischen Politiker vor Ort brauchte, stellte er der batavischen Regierung ein Ultimatum. Entweder die Niederlande würden unter einem kaiserlichen Prinzen zu einer Monarchie oder aber die Franzosen würden die gesamten Niederlande zu einem französischen Militärdepartement degradieren.
Die Regierung der Batavischen Republik wählte die Monarchie. Die Krone hatte Napoleon Louis zugedacht und ordnete an, ihm die Krone „Hollands“ anzubieten. Der Kronfeldherr Louis war seit seinem Besuch den Niederländern in guter Erinnerung geblieben und auch die erste Wahl der niederländischen Politiker. Louis nahm die angebotene Krone an.
Das junge Königreich litt unter dem Bündnis mit Frankreich. Der Kaiser der Franzosen betrachtete das neue Königreich – mit Louis als gekröntem Haupt – als Vasallenstaat Frankreichs, der sich französischen Interessen und Befehlen unterzuordnen hatte. Bezeichnend waren Napoleons Worte bei Louis’ Krönungszeremonie:

„Holland verdankt seine Unabhängigkeit allein den Franzosen; solange es mit England verbunden war, ist es geschlagen worden … und rufe den Prinzen Louis zum König von Holland aus. Mein Prinz, hören Sie nie auf, Franzose zu sein! Der Titel des Kronfeldherrn des Kaiserreichs bleibt ihnen und ihren Nachkommen erhalten. Möge er sie immer an die Pflichten erinnern, die Sie mir gegenüber zu erfüllen haben.“

Die spätere Konfrontation zwischen Louis und seinem Bruder Napoleon deutete sich bereits bei seiner Krönung an.

„Ich werde Holland regieren, weil die Holländer es wünschen und Eure Majestät es befehlen. Ich werde das Land allzeit beschützen und verteidigen. Ich habe den Charakter und die Eigenschaften dieses Volkes schätzen gelernt.“

Am 5. Juni 1806 wurde Louis zum König von Holland und Hortense zur Königin und eventueller Regentin für ihren minderjährigen Sohn Napoléon Charles ernannt. Am 12. Juni begab er sich auf die Fahrt in sein Königreich und verließ das Gut Saint Leu in Frankreich.

### König von Holland
Am 18. Juni 1806 traf König Ludwig (niederländisch Koning Lodewijk) samt Gefolge in seiner neuen Residenz, dem Palais Huis ten Bosch ein. Das Palais war noch unfertig, doch im Gegensatz zu seiner Frau Hortense nahm Louis die Umstände gelassen hin. Hortenses sofortige Abneigung gegen ihre neue Heimat änderte sich nie mehr.
Am 23. Juni zog er in einer prächtigen Parade in die Hauptstadt ein. Das Volk empfing den neuen Monarchen kühl und reserviert. Positiv fiel bei seinen neuen Untertanen auf, dass Louis den französischen Soldaten untersagte, an der Parade teilzunehmen. Seine Ansprache an die Holländer verfehlte ebenfalls nicht ihre Wirkung.

„Meine Herren! Seien Sie davon überzeugt, dass ich von dem Augenblick an, indem ich den Boden des Königreichs betreten habe, Holländer geworden bin. Jeder Mensch ist ein Spielball seiner Geburt. So war ich einmal Franzose. Nun habe ich das Vaterland gewechselt …“

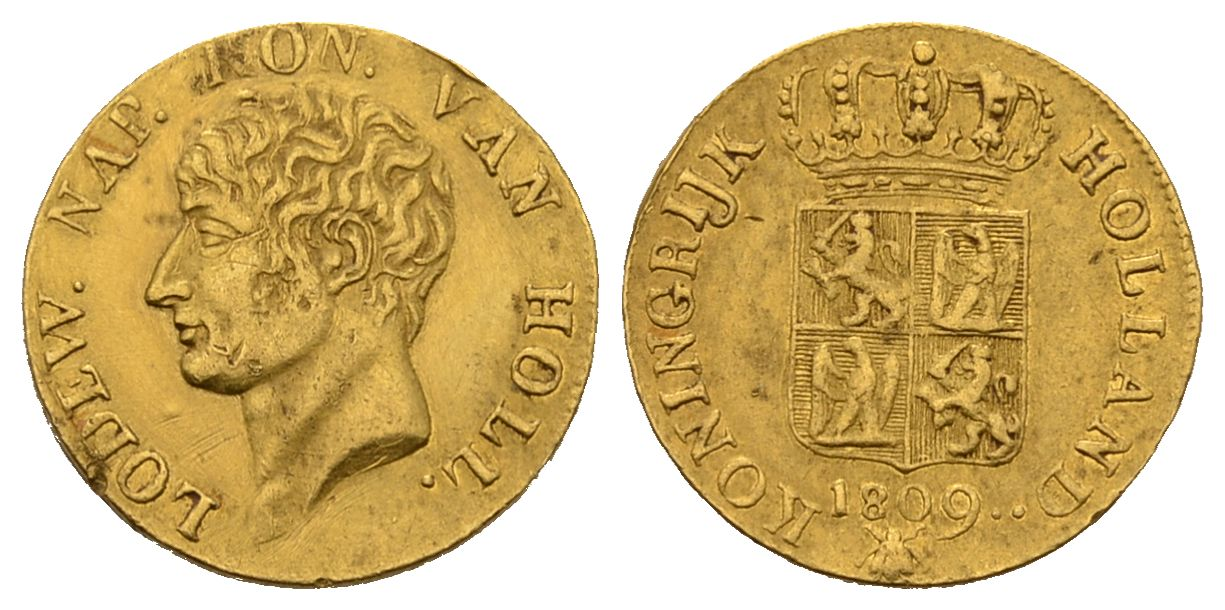
Dukatenmünze Königreich Holland, nur 1809 und 1810 in geringer Auflage geprägt

Die Ansprache löste Beifall bei den Zuhörern aus und besonders geschickt war, dass Louis seinen Bruder Napoleon, den französischen Kaiser, mit keinem Wort erwähnte.

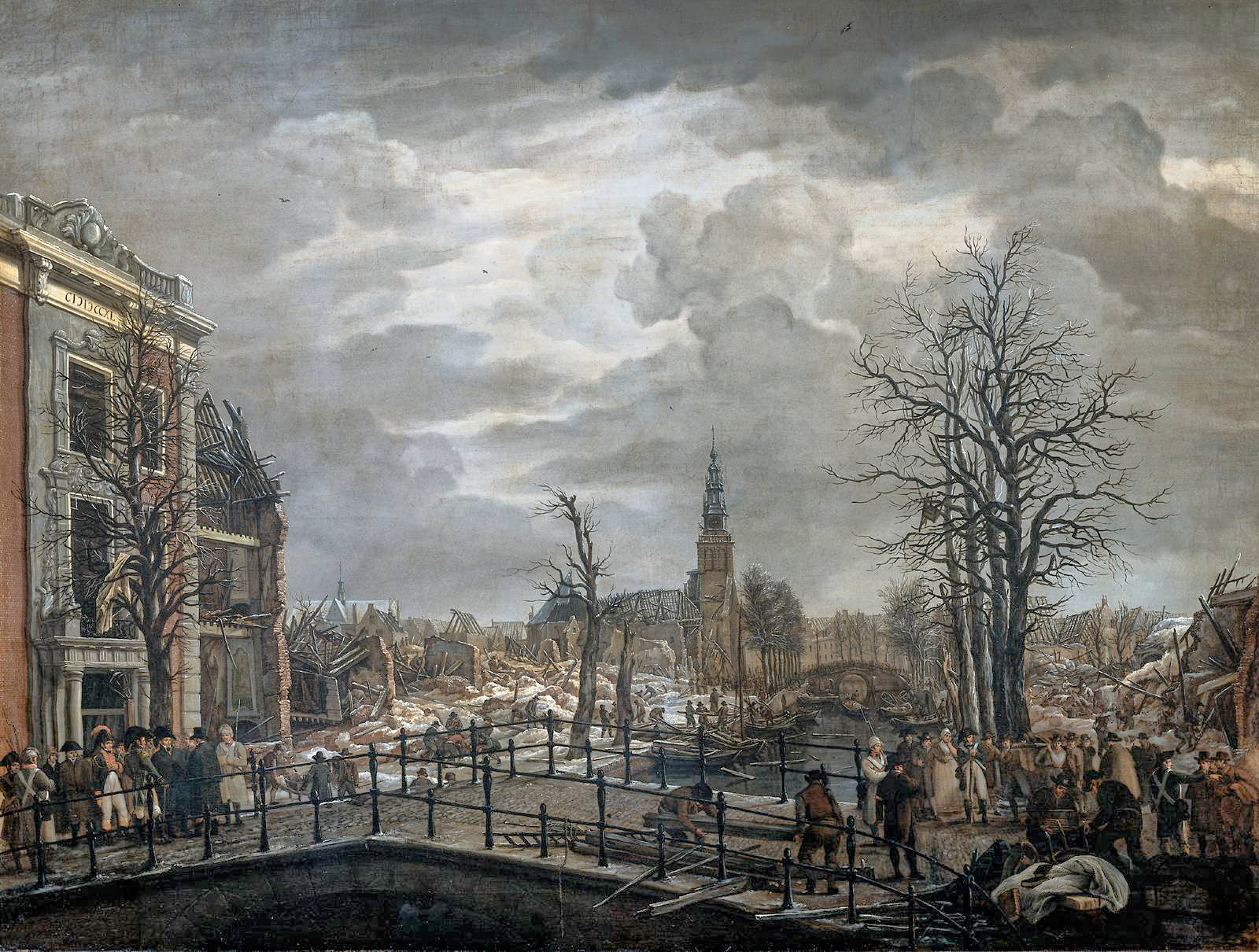
Louis besucht nach einer Explosion den Unglücksort in Leiden (Gemälde von Carel Lodewijk Hansen)

In privaten Unterrichtsstunden erlernte Louis die niederländische Sprache. Er beherrschte sie recht bald und konnte passabel Niederländisch sprechen, lesen und schreiben, behielt jedoch zeitlebens einen Akzent: als er z. B. einige male zu sagen meinte: „Ik ben uw koning“ (Ich bin Euer König) klang das wie: „Ik ben uw konijn“ (Ich bin Euer Kaninchen), was für Heiterkeit sorgte. In seinem privaten Schriftverkehr bediente er sich weiterhin des Französischen und sein Tagebuch führte er überwiegend auf Italienisch weiter.
Als König von Holland unternahm Louis ausgedehnte und strapaziöse Reisen durch sämtliche Provinzen. Auf diesen Reisen wollte er Land und Untertanen besser kennenlernen. Die umfangreichsten, mehrwöchigen Touren durch die Provinzen fanden im November 1807 und im Juli des darauf folgenden Jahres statt, sowie im Januar 1809. Aufgrund seiner Krankheit musste er die Reisen bald einschränken. Der Monarch sah es als seine Pflicht an, bei Unglücksfällen persönlich vor Ort zu erscheinen, um sich ein Bild zu machen. Diese Praxis war zu damaliger Zeit unüblich.

#### Festigung der Monarchie in Holland
Die junge Monarchie zu festigen, war ein wichtiges Anliegen des neuen Königs. Ersten Respekt bei den Würdenträgern Hollands fand Louis, als er diese nicht bei Hof antreten ließ, sondern sie meist selbst aufsuchte. Die Festigung des monarchischen Gedankens in Holland ging einher mit den Zielen der meisten gesellschaftlichen Gruppen des Landes. Der Adel – in der Batavischen Republik abgeschafft – konnte auf Wiedererlangung seiner Privilegien hoffen. Die Bauern und die Kirche standen der neuen Staatsform ebenfalls aufgeschlossen gegenüber.
Louis schaffte es, die einzelnen Gruppierungen halbwegs zufriedenzustellen. Von Vorteil dafür war es, dass er den Staatshaushalt in den Griff bekam. Eine Vielzahl von ungewöhnlichen Maßnahmen, wie zum Beispiel die Halbierung der Truppenstärke oder die Abwrackung eines großen Teils der Kriegsflotte, schaffte Luft, ohne die Bürger mit neuen Steuern zu belasten. Seine eigene Hofhaltung fiel durch relative Sparsamkeit auf.
Seine Untertanen honorierten die Weigerung König Louis’, allen Forderungen Napoleons nachzukommen. So entsandten die Niederländer für die Napoleonischen Kriege nur vierzehntausend der geforderten fünfzigtausend Soldaten, wodurch die im Land verhasste Wehrpflicht nicht mehr vonnöten war. Große Anerkennung in der Bevölkerung gewann Louis mit seinem Versprechen, die Häfen des Landes gegen den Willen Napoleons weiter offen zu lassen.

#### Neue Verfassung
Das neue Kabinett des Königs bestand fast ausschließlich aus Niederländern. Franzosen gewährte er nur kleinere Posten in seinem bescheidenen Hofstaat. Das Amt des Premierministers (Secretaris van Staat) wurde Willem Frederik Röell anvertraut und als Innenminister berief der König Johan Hendrik Mollerus. General Bonhomme bekleidete das Amt des Kriegsministers und war der einzige Franzose im Kabinett, aber bereits kurze Zeit später übernahm der niederländische Baron Cornelis Rudolphus Theodorus Krayenhoff diesen Posten.
Das alte Parlament wurde aufgelöst und ein neues von Louis eingesetzt. Die Abgeordneten des neuen Parlaments berief der Monarch, ließ sie aber nach zwei Jahren durch Wahlen bestätigen. Als Staatsräte wurden ausschließlich Niederländer berufen.
Das Königreich benötigte eine neue Verfassung, in der die Rechte und Pflichten des Monarchen festlegt wurden. Zum ersten Mal in der niederländischen Geschichte schrieb das Grondwet – die Verfassung – eine zentralistische Landesstruktur vor und beseitigte die autonome Stellung der einzelnen Provinzen. Mit der neuen Verfassung beseitigte Louis auch das vorherrschende Klassenwahlrecht. Fortan war jeder männliche Erwachsene wahlberechtigt. Amsterdam, die bedeutendste Stadt Hollands zu jener Zeit, wurde durch die Verfassung zur Hauptstadt des Königreiches bestimmt. Weitere wichtige Neuerungen waren die Vereinheitlichung des Gulden in allen Provinzen sowie die Einführung von einheitlichen Maßen und Gewichten. Die lange Vorherrschaft der Zünfte und Gilden wurde durch die Verfassung gebrochen und erstmals Religionsfreiheit gewährt.

#### Rechtsreform
Den Grundstein für die folgende Rechtsreform unter Louis Bonaparte bildete die erstmals festgeschriebene Unabhängigkeit der Richter. Die heute gültige Gesetzgebung der Niederlande beruht maßgeblich auf dieser Reform. König Louis’ Reform machte es für die Richter zur Pflicht, Rechtswissenschaft an einer staatlichen Universität studiert zu haben, ehe sie zum Richter ernannt werden konnten. Das in den einzelnen Provinzen geltende unterschiedliche Recht und Strafmaß wurde vereinheitlicht. Durch die Initiative von Louis Bonaparte erschienen bis 1809 ein Bürgerliches Gesetzbuch, ein Handels- und Strafgesetzbuch sowie eine Zivil- und Strafprozessordnung. Dabei handelte es sich nicht um eine Übernahme des französischen Rechts, also der Napoleonischen Gesetzbücher, sondern um ein eigenständiges Werk. Die Rechtsreform blieb bis zur französischen Okkupation 1810 in Kraft, die zur Übernahme des französischen Rechts führte. Nach der Wiedererlangung der Unabhängigkeit 1813, gab es Bestrebungen zur Wiedereinführung, die aber erfolglos blieben. Die französischen Gesetze wurden in den Niederlanden erst im Laufe der folgenden Jahrzehnte nach und nach durch neue Gesetze abgelöst.
Auf die Liberalisierung und Humanisierung des Strafrechts hat Louis entschieden eingewirkt. Sein Hauptziel, die Abschaffung der Todesstrafe, konnte er nicht durchsetzen. Sie blieb Bestandteil des Strafrechts, jedoch machte Louis während seiner Herrschaft von seinem königlichen Gnadenrecht häufig Gebrauch. Erfolgreich konnte er durchsetzen, dass die Vollstreckung der Todesstrafe nicht mehr öffentlich vollzogen wurde. Die Folter wurde abgeschafft, ebenso der Pranger, die Deportation und die Zwangsarbeit. Erstmals wurde im Strafrecht auch zwischen jugendlichen und erwachsenen Straftätern unterschieden.

#### Weitere Reformen
Im Bildungswesen führte der König die Schulpflicht ein und förderte die Universitäten, soweit es die königlichen Finanzen zuließen. Besonderen Wert legte Louis auf den Bereich des Gesundheits- und Sozialwesens – seine fortschrittlichste Reform. Er bekämpfte die weit verbreitete Scharlatanerie dadurch, dass Ärzte und Apotheker sich einer staatlichen Prüfung unterziehen mussten. Außerdem standen Arztpraxen erstmals unter ständiger Kontrolle. Louis ließ Krankenhäuser errichten und Apotheken bauen. Für bedürftige Untertanen gründete er die aus seiner Zivilliste finanzierte königliche Apotheke, in der kostenlos Medikamente ausgegeben wurden.
Auch die Verbesserung der Lebensumstände der Armen machte Louis zur Staatsaufgabe. Er gründete Waisenhäuser und schuf entsprechende Einrichtungen für Ausgestoßene der Gesellschaft. Unter seiner Herrschaft wurde Holland im Bereich des Sozialwesens zum führenden Land Europas.
Sehr zum Missfallen seines Bruders Napoleon verlieh Louis 1807 erstmals den Unionsorden. Mit der Ordensstiftung wollte Louis den alten Adel und die Bürger an die Monarchie binden. Der neue Orden war begehrt und führte dazu, dass in den Niederlanden der monarchische Gedanke fest verankert wurde. Mit der Besetzung der Niederlande durch Frankreich im Jahre 1810 erlosch der Orden, diente aber als Vorbild für den später neu gegründeten Orden des niederländischen Löwen.

#### Kultur
Louis sah im Mäzenatentum eine wichtige Aufgabe der Monarchie. Als König förderte er die Kunst durch Ausschreibungen von Preisen und Vergabe von Stipendien, damit junge Künstler in die Kulturstädte Paris oder Rom reisen konnten. Er begründete ein Nationalarchiv sowie die Nationalbibliothek. In Amsterdam ließ Louis ein Museum errichten, das mit der Nachtwache von Rembrandt eines der bedeutendsten Kunstwerke Hollands ausstellte; es war der Grundstein zum heutigen Rijksmuseum Amsterdam.

#### Wirtschaft
1806 verschärfte Napoleon das seit 1803 bestehende Importverbot für britische Waren zur so genannten Kontinentalsperre. Louis Bonaparte hatte den niederländischen Kaufleuten versprochen, die Häfen offen zu halten. Das Festhalten an seinem Versprechen gegen den Widerstand Napoleons machte König Louis im Volk enorm beliebt. Er handelte damit bewusst gegen den Willen des französischen Kaisers zum Wohl seines Reiches. Offiziell galt zwar die Kontinentalsperre, jedoch war es ein offenes Geheimnis, dass der König nichts gegen ihre Verletzung unternahm. Der Schmuggel blühte und von offizieller Seite wurden sogar gefälschte Herkunftspapiere geduldet. Louis’ Kurs fand bei seinen Ministern die notwendige Unterstützung.
Die Kontinentalsperre hatte dennoch massive Auswirkungen auf das Königreich. Die importierten Waren verteuerten sich, sodass die einfache Bevölkerung gezwungen war, auf heimische Produkte auszuweichen. Heimischer Honig ersetzte zum Beispiel den Rohrzucker. Obwohl die Häfen weitestgehend offen blieben, ging die Schifffahrt in den Niederlanden bedrohlich zurück.
Die Verknappung der Waren und Güter zwang den König, sich auf die Ressourcen des eigenen Landes zu besinnen. In den Fokus rückten die unterentwickelten östlichen Provinzen Hollands. Diese als Wüste Provinzen bezeichnete Region nahm seit 1807 eine Entwicklung, die bis heute für die Niederlande von fortwirkender Bedeutung ist. Das Land wurde kultiviert, dort angelegte Siedlungen wurden steuerlich begünstigt. Allmählich gelang es, Mangelwaren wie Seide oder Kohle durch eigene Produkte aus Wolle und Torf zu ersetzen. Die rasch einsetzende Entwicklung des Ostens machte Utrecht in der Landesmitte zum neuen Handelszentrum.
Das zu Preußen gehörige Fürstentum Ostfriesland fiel 1807 durch den Frieden von Tilsit an Holland, ebenso das russische Jever. Die neue Provinz wurde von Louis rechtlich in den Staat eingegliedert und die Inseln des Fürstentums waren wichtige Anlaufstellen für die Schmugglerboote. Noch 1809 soll Napoleon erwogen haben, ganz Nordwestdeutschland an das Königreich Holland anzugliedern (etwa jenes das Gebiet der Hanseatischen Departements, das stattdessen 1810 Frankreich direkt angegliedert wurde), um das Betätigungsfeld des gegen Frankreich gerichteten aufkommenden deutschen Nationalgefühls zu verkleinern.

### Thronverlust
Mit seiner Politik hatte Louis ein ums andere Mal den Zorn des Kaisers auf sich gezogen. Im Sommer 1809 landete ein britisches Invasionsheer mit 40.000 Mann an den Küsten Hollands. Die britischen Truppen eroberten und besetzten die Inseln Walcheren, Schouwen und Beveland. An der Spitze seiner holländischen Truppen kämpfte Louis gegen das britische Invasionsheer. Seine militärische Erfahrung half ihm, die Briten leidlich aufzuhalten. Der französische Polizeiminister Fouché hatte als Interims-Innenminister eine Armee von Nationalgardisten unter dem Kommando Marschall Bernadottes entsandt, die erfolgreich Antwerpen verteidigte. Die Briten konnten nur die Insel Walcheren halten, dennoch ging von ihnen weiterhin Gefahr aus. Auf weitere Hilfe Napoléons konnte Louis nicht hoffen, da sein Bruder mit den Kriegen gegen Österreich und Spanien beschäftigt war.
Die Sicherung der strategisch wichtigen Scheldemündung übernahm Frankreich fortan selbst, Bernadotte erklärte die Inseln als zu Frankreich gehörig. Napoléon hatte den Marschall mit einem noch weitaus wichtigeren Auftrag nach Holland geschickt: Die Invasion der Briten diente Napoleon als willkommener Anlass, endlich die Kontinentalsperre in Holland gegen alle Widerstände durchzusetzen. Im November 1809 fasste Napoleon den endgültigen Entschluss, Holland Frankreich einzuverleiben:

„Holland ist nichts anderes als ein Anschwemmungsgebiet französischer Flüsse.“

#### Kampf um sein Königreich
Über seinen Minister und Vertrauten Willem Frederik Röell nahm Louis Verhandlungen mit den Franzosen über den Fortbestand des Königreichs auf. Ende November begab sich Louis nach Paris, schaltete sich persönlich in die Verhandlungen ein und bekam die Verärgerung seines Bruders zu spüren.
„Sie haben Holland zu einer britischen Kolonie gemacht und sind ein schlimmerer Feind Frankreichs als England selbst.“
Napoleon forderte Louis’ Abdankung zu Gunsten seines zweiten Sohnes Napoleon Louis. Louis lehnte ab. Die Niederländer entwickelten einen eigenen Vorschlag, den Röell dem Kaiser unterbreitete. Louis war bereit, die Provinzen Zeeland und Brabant als Départements an Frankreich abzutreten und als neue Grenze zu Frankreich die Maas zu akzeptieren, wenn im Gegenzug die früheren Herzogtümer Kleve und Berg an Holland fallen würden (Louis’ Sohn Napoleon Louis war bereits 1809 zum Großherzog von Berg und Kleve erhoben worden). Napoléon lehnte ab und verlangte den Rhein als neue Grenze. Des Weiteren forderte er ein Heer von 25.000 Mann unter französischem Befehl, die strikte Einhaltung der Kontinentalsperre sowie die Abschaffung des von Louis neu gestifteten Adels. Sollte Holland nicht auf die Bedingungen eingehen, drohte die Besetzung des gesamten Königreichs.
Nach dem Scheitern der von Fouché auf eigene Faust weitergeführten Friedensverhandlungen mit Großbritannien, die im Erfolgsfalle Holland eine Atempause verschafft hätten, musste Louis am 16. März 1810 nachgeben. Die Bedingungen des Kaisers wurden akzeptiert und bedeuteten für Holland den Verlust eines Drittels seines Landes ohne entsprechenden Ausgleich im Osten. Die Armee zog sich aus den verlorenen Gebieten zurück, die von französischen Truppen besetzt wurden.
Die Umsetzung des Vertrages übertrug Louis einer neu gegründeten Kommission. Diese stattete er sogar mit der Befugnis aus, ihn als Monarchen abzusetzen. Die Mitglieder der Kommission hielten einstimmig an Louis fest und versuchten, die Auswirkungen des Vertrages für Holland abzumildern. Der Adel behielt seinen Status und die Wehrpflicht zur Rekrutierung der 25.000 Mann wurde nicht konsequent umgesetzt.

#### Abdankung

Napoléons Kaiserreich im Jahre 1812 nach der Annexion des Königreichs Holland und Norddeutschlands

Bei seinem Besuch der neuen Gebiete Frankreichs im Mai 1810 bereitete die Bevölkerung Napoleon einen kühlen und ablehnenden Empfang. Sein Bruder gewährte ihm auch nicht die Ehre einer zeremoniellen Übergabe. Louis’ Bruder Jérôme, der Napoleon begleitete, berichtete später über diese Tage in Holland:

„Alle Welt trauerte darüber, dass der frühere Souverän hier nicht mehr regiert.“

Der Widerstand der Kommission gegen den Vertrag führte zur erneuten Konfrontation zwischen den Gebrüdern Bonaparte. Der Kaiser schickte zur Durchsetzung des Vertrags Marschall Oudinot nach Holland. Mit 20.000 Mann marschierte er nach Norden, drang in niederländisches Gebiet ein und besetzte nicht nur – wie verabredet – die Küste, sondern auch einige Städte im Binnenland wie Leiden, Utrecht, Weesp und Muiden. Napoléon forderte einen herzlichen Empfang der Besatzungsmacht in Amsterdam, aber Louis Bonaparte weigerte sich und zog sich mit seinem Gefolge nach Haarlem zurück. Louis schickte seine zahlenmäßig unterlegene Armee nicht in den Kampf gegen die französischen Invasionstruppen. Ebenso verzichtete er auf ein Fluten der Polder, als Dumonceau und Jan Willem de Winter ihm nicht zustimmten.
In Haarlem fasste er am 1. Juli 1810 den Entschluss, endgültig als König von Holland abzudanken. In der niederländisch verfassten Abdankungsurkunde trat er zugunsten seines zweiten Sohnes Napoléon Louis zurück. Da Hortense seit einem Monat in Paris weilte, setzte er einige Minister als Regenten ein. Louis Bonaparte verließ Holland am 2. Juli und begab sich ins Exil nach Graz.
Die Abdankung wurde am 3. Juli veröffentlicht; Napoleon erfuhr aber erst am 6. Juli von der Abdankung seines Bruders. Am 9. Juli 1810 wurde das Land durch das Dekret von Rambouillet annektiert. Die Niederlande waren zu französischen Départements geworden.

### Exil und spätere Jahre
Der österreichische Kaiser Franz I., dessen Tochter Marie-Louise 1810 Kaiser Napoleon geheiratet hatte, gewährte Louis Bonaparte nach seiner Abdankung Asyl in Österreich. Nach seinem Gut in Saint-Leu-la-Forêt führte Louis fortan den Titel eines Grafen von St. Leu. Während der Zeit seines österreichischen Exils in Graz lernte Louis in Töplitz den deutschen Dichter Johann Wolfgang von Goethe kennen. Während seines langen Exils begann er, sich dem Schreiben zu widmen. Sein erstes literarisches Werk, den Roman Marie und die Qualen der Liebe, verfasste Louis bereits in Graz.
Kaiser Napoleon wollte seinen jüngeren Bruder nach Frankreich zurückholen und machte ihm das Angebot, als französischer Prinz nach Frankreich zurückzukehren. Louis lehnte aus demselben Grund ab, weshalb er auch seine kurzzeitig erwogene Ausreise in die Vereinigten Staaten verwarf: Er machte sich immer noch Hoffnungen, von den Niederländern als König zurückgerufen zu werden.
Als sich das Scheitern von Napoleons Russlandfeldzug abzeichnete, bot Louis Napoleon seine Hilfe an. Er schlug ihm vor, ein Kommando zu übernehmen, forderte aber dafür die holländische Krone zurück. Unter dieser Bedingung war Napoleon nicht bereit, das Angebot anzunehmen. Im Verlauf des Feldzuges wechselte Kaiser Franz von Österreich auf die Seite des russischen Zaren Alexander. Daher war es Louis Bonaparte – emotional noch mit den Franzosen verbunden – unmöglich geworden, in dem Land zu bleiben, das jetzt zum Feindesland geworden war. Er verließ sein österreichisches Exil und zog nach Lausanne in die Schweiz.
Mit der Restauration der Bourbonenkönige in Frankreich endete die französische Besatzungszeit in Holland. Teile der neu gebildeten provisorischen Regierung erwogen die Rückkehr des ehemaligen Königs Lodewijk, doch die Besatzungszeit hatte im Land die Abneigung gegen die Franzosen wachsen lassen. Louis’ Verdienste waren zwar nicht vergessen, aber er war auch der Bruder Napoleons. So fiel die Entscheidung, auf die alte Statthalterdynastie der Oranier zurückzugreifen. Louis’ Krankheit hinderte ihn zudem, persönlich in den Niederlanden zu erscheinen, um die Krone einzufordern, wie es ihm seine Brüder Joseph und Jérôme nahegelegt hatten. Anfang Dezember 1813 proklamierte die holländische Regierung Prinz Wilhelm VI. von Oranien zum König Wilhelm I. der vereinigten Niederlande.
Am 23. Januar 1813 traf Louis in den Tuilerien ein letztes Mal mit Napoleon zusammen. Louis bot sich als Vermittler zwischen Napoleon und den Kaisern von Österreich und Russland an. Auf das Angebot, sich der guten Beziehungen Louis’ zu beiden Kaisern zu bedienen, griff Napoleon jedoch nicht zurück. Louis gab seinem Bruder noch einen Rat, bevor er Frankreich wieder in Richtung Schweiz verließ:

„Wenn Eure Majestät nicht Frieden schließen, können Sie überzeugt sein, dass Ihre Regierung nicht mehr länger als drei Monate bestehen wird.“

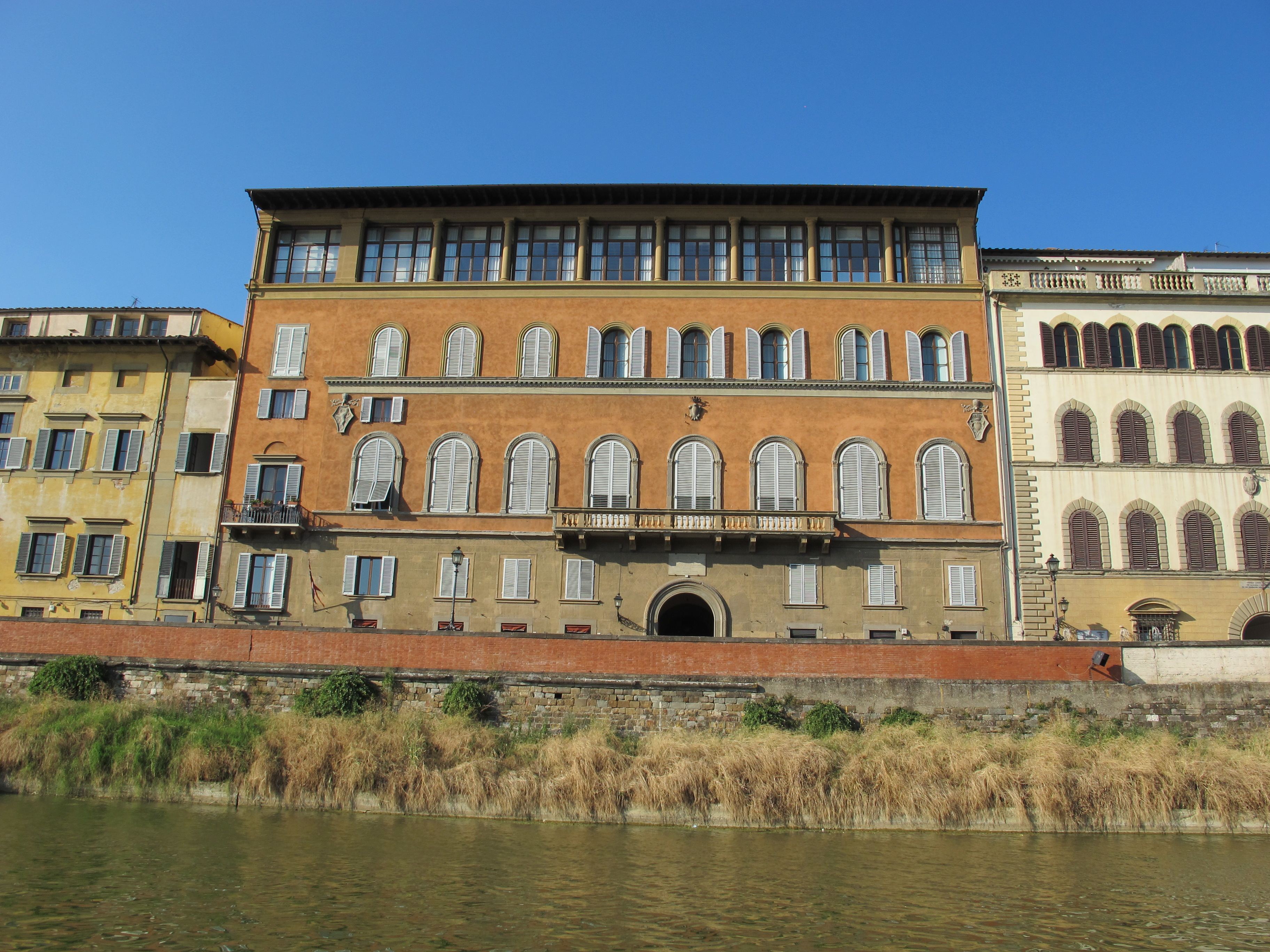
Der Palazzo Gianfigliazzi Bonaparte in Florenz

Louis konnte nach dem Ende des französischen Kaiserreichs nicht länger in der Schweiz bleiben, da sich die öffentliche Meinung gegen die Bonaparte wandte. Papst Pius VII. lud ihn nach Rom ein und bot ihm – wie anderen Mitgliedern der Familie Bonaparte – Asyl im Vatikan an. Dort widmete er sich verstärkt dem Schreiben, unter anderem verfasste er die Tragödie Lucrezia sowie die Oper Ruth und Noemi. Auch seine wichtigsten Werke, die Urkunden- und Tagebücher seiner Königsjahre in Holland, entstanden zu dieser Zeit. Bedeutung erlangte auch seine Abhandlung über die Geschichte des britischen Parlaments. Erst nach dem Tode Napoleons im Jahr 1821 konnte Louis Rom verlassen und nach Florenz übersiedeln, wo er 1825 den Palazzo Gianfigliazzi Bonaparte erwarb.
Sein ehemaliges Königreich sah er erst 1840 wieder, nachdem ihm König Wilhelm II. der Niederlande gestattet hatte, das Land zu besuchen. Als Graf von St. Leu reiste Louis nach Amsterdam und war überrascht vom herzlichen Empfang, den seine ehemaligen Untertanen ihm bereiteten.
Mit dem Tod seines älteren Bruders Joseph im Jahr 1844 folgte Louis ihm als Oberhaupt der Bonapartes. Der ehemalige Kaiser war bereits 1821 gestorben und sein Bruder Lucien war 1812 per Senatsbeschluss von der Erbfolge ausgeschlossen worden. Louis nutzte die Position und richtete sein Hauptaugenmerk auf das Familienarchiv, das er ausbaute und entscheidend erweiterte. Aber nur zwei Jahre später, am 25. Juli 1846, starb er in Livorno an den Folgen eines Hirnschlags.
In seinem Testament erkannte er Charles-Louis-Napoléon als leiblichen Sohn an. Dieser erfüllte seinem Vater 1847 den Wunsch, auf seinem Gut in Saint-Leu-la-Forêt bei Paris beigesetzt zu werden. Bei der feierlichen Zeremonie war eine offizielle Delegation der Niederlande anwesend.

## Bedeutung

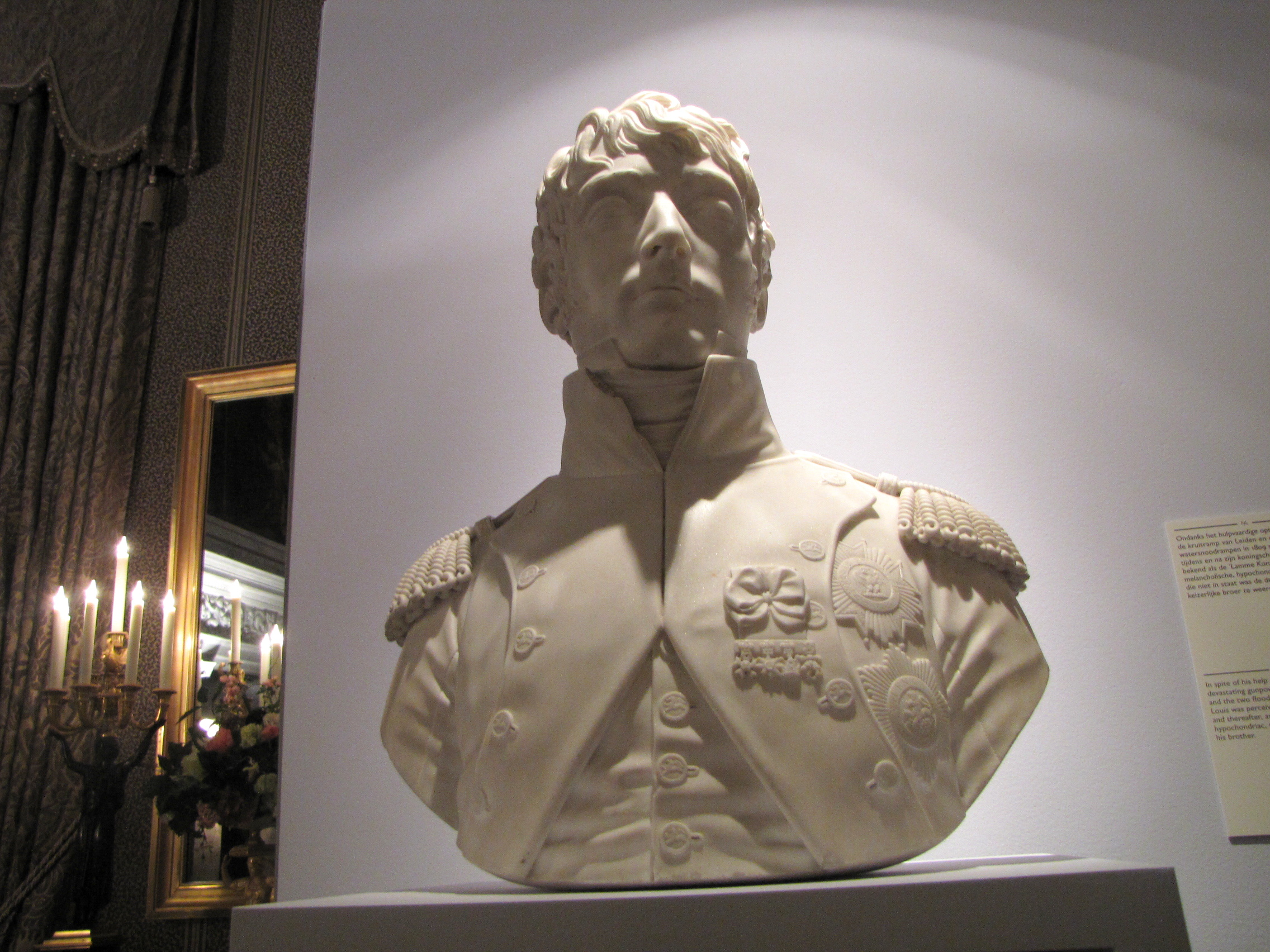
Büste des holländischen Königs von 1809, in einer ihm gewidmeten Ausstellung im Paleis op de Dam in Amsterdam, 2012

In der kurzen Regentschaft Louis Bonapartes hat sich Holland entscheidend verändert. Viele Reformen, die unter ihm auf den Weg gebracht wurden, beeinflussen das Land teilweise bis heute. So basiert das heutige Recht in großen Zügen auf der Rechtsreform im Königreich Holland, und die Niederlande wurden im Sozialwesen führend in Europa. Außerdem bedeutete die Einsetzung Louis Bonapartes als Monarch das Ende für die Staatsform der Republik in den Niederlanden, und das bis heute.
Bei seinen Untertanen war Louis Bonaparte beliebt, vor allem wegen seiner Haltung gegenüber dem französischen Kaiser, seinem Bruder Napoléon. Louis hatte schon in seiner Krönungsrede gesagt, dass er fortan ein Holländer sei und handelte auch danach, wie die laxe Umsetzung der Kontinentalsperre beweist. Im Volk geachtet für die Handhabung der Depeschen aus Paris, führte seine Haltung aber letztendlich zum Ende seiner Herrschaft. Napoléon sagte später über Louis’ Herrschaft in Holland:

„Ich hätte Holland nicht annektieren sollen. Das hat viel zu meinem Sturz beigetragen.“

## Abstammung
|                                                   |                                                   |                                                   |                                                   |                                                   |                                                   |                                  |                                  | François de Beauharnais (Gouverneur von Martinique) | François de Beauharnais (Gouverneur von Martinique) | François de Beauharnais (Gouverneur von Martinique) | François de Beauharnais (Gouverneur von Martinique) | François de Beauharnais (Gouverneur von Martinique) | François de Beauharnais (Gouverneur von Martinique) |                                         |                                         | Marie Anne Henriette Francoise Pyvart de Chastullé                   | Marie Anne Henriette Francoise Pyvart de Chastullé                   | Marie Anne Henriette Francoise Pyvart de Chastullé                   | Marie Anne Henriette Francoise Pyvart de Chastullé                   | Marie Anne Henriette Francoise Pyvart de Chastullé                   | Marie Anne Henriette Francoise Pyvart de Chastullé                   |                                          |                                          | Joseph-Gaspard de Tascher de La Pagerie (Marineoffizier) | Joseph-Gaspard de Tascher de La Pagerie (Marineoffizier) | Joseph-Gaspard de Tascher de La Pagerie (Marineoffizier) | Joseph-Gaspard de Tascher de La Pagerie (Marineoffizier) | Joseph-Gaspard de Tascher de La Pagerie (Marineoffizier) | Joseph-Gaspard de Tascher de La Pagerie (Marineoffizier) |                          |                          | Rose Claire des Vergers de Sannois                     | Rose Claire des Vergers de Sannois                     | Rose Claire des Vergers de Sannois                     | Rose Claire des Vergers de Sannois                     | Rose Claire des Vergers de Sannois                     | Rose Claire des Vergers de Sannois                     |                                 |                                 | Carlo Buonaparte                     | Carlo Buonaparte                     | Carlo Buonaparte                     | Carlo Buonaparte                     | Carlo Buonaparte                     | Carlo Buonaparte                     |  |  | Letizia Ramolino           | Letizia Ramolino           | Letizia Ramolino           | Letizia Ramolino           | Letizia Ramolino           | Letizia Ramolino           |
|                                                   |                                                   |                                                   |                                                   |                                                   |                                                   |                                  |                                  | François de Beauharnais (Gouverneur von Martinique) | François de Beauharnais (Gouverneur von Martinique) | François de Beauharnais (Gouverneur von Martinique) | François de Beauharnais (Gouverneur von Martinique) | François de Beauharnais (Gouverneur von Martinique) | François de Beauharnais (Gouverneur von Martinique) |                                         |                                         | Marie Anne Henriette Francoise Pyvart de Chastullé                   | Marie Anne Henriette Francoise Pyvart de Chastullé                   | Marie Anne Henriette Francoise Pyvart de Chastullé                   | Marie Anne Henriette Francoise Pyvart de Chastullé                   | Marie Anne Henriette Francoise Pyvart de Chastullé                   | Marie Anne Henriette Francoise Pyvart de Chastullé                   |                                          |                                          | Joseph-Gaspard de Tascher de La Pagerie (Marineoffizier) | Joseph-Gaspard de Tascher de La Pagerie (Marineoffizier) | Joseph-Gaspard de Tascher de La Pagerie (Marineoffizier) | Joseph-Gaspard de Tascher de La Pagerie (Marineoffizier) | Joseph-Gaspard de Tascher de La Pagerie (Marineoffizier) | Joseph-Gaspard de Tascher de La Pagerie (Marineoffizier) |                          |                          | Rose Claire des Vergers de Sannois                     | Rose Claire des Vergers de Sannois                     | Rose Claire des Vergers de Sannois                     | Rose Claire des Vergers de Sannois                     | Rose Claire des Vergers de Sannois                     | Rose Claire des Vergers de Sannois                     |                                 |                                 | Carlo Buonaparte                     | Carlo Buonaparte                     | Carlo Buonaparte                     | Carlo Buonaparte                     | Carlo Buonaparte                     | Carlo Buonaparte                     |  |  | Letizia Ramolino           | Letizia Ramolino           | Letizia Ramolino           | Letizia Ramolino           | Letizia Ramolino           | Letizia Ramolino           |
|                                                   |                                                   |                                                   |                                                   |                                                   |                                                   |                                  |                                  |                                                     |                                                     |                                                     |                                                     |                                                     |                                                     |                                         |                                         |                                                                      |                                                                      |                                                                      |                                                                      |                                                                      |                                                                      |                                          |                                          |                                                          |                                                          |                                                          |                                                          |                                                          |                                                          |                          |                          |                                                        |                                                        |                                                        |                                                        |                                                        |                                                        |                                 |                                 |                                      |                                      |                                      |                                      |                                      |                                      |  |  |                            |                            |                            |                            |                            |                            |
|                                                   |                                                   |                                                   |                                                   |                                                   |                                                   |                                  |                                  |                                                     |                                                     |                                                     |                                                     |                                                     |                                                     |                                         |                                         |                                                                      |                                                                      |                                                                      |                                                                      |                                                                      |                                                                      |                                          |                                          |                                                          |                                                          |                                                          |                                                          |                                                          |                                                          |                          |                          |                                                        |                                                        |                                                        |                                                        |                                                        |                                                        |                                 |                                 |                                      |                                      |                                      |                                      |                                      |                                      |  |  |                            |                            |                            |                            |                            |                            |
|                                                   |                                                   |                                                   |                                                   | Maximilian I. (König von Bayern)                  | Maximilian I. (König von Bayern)                  | Maximilian I. (König von Bayern) | Maximilian I. (König von Bayern) | Maximilian I. (König von Bayern)                    | Maximilian I. (König von Bayern)                    |                                                     |                                                     | Auguste Wilhelmine (Königin von Bayern)             | Auguste Wilhelmine (Königin von Bayern)             | Auguste Wilhelmine (Königin von Bayern) | Auguste Wilhelmine (Königin von Bayern) | Auguste Wilhelmine (Königin von Bayern)                              | Auguste Wilhelmine (Königin von Bayern)                              |                                                                      |                                                                      | Alexandre de Beauharnais (Armeeoffizier)                             | Alexandre de Beauharnais (Armeeoffizier)                             | Alexandre de Beauharnais (Armeeoffizier) | Alexandre de Beauharnais (Armeeoffizier) | Alexandre de Beauharnais (Armeeoffizier)                 | Alexandre de Beauharnais (Armeeoffizier)                 |                                                          |                                                          | Joséphine de Beauharnais                                 | Joséphine de Beauharnais                                 | Joséphine de Beauharnais | Joséphine de Beauharnais | Joséphine de Beauharnais                               | Joséphine de Beauharnais                               |                                                        |                                                        | Napoleon (Kaiser der Franzosen)                        | Napoleon (Kaiser der Franzosen)                        | Napoleon (Kaiser der Franzosen) | Napoleon (Kaiser der Franzosen) | Napoleon (Kaiser der Franzosen)      | Napoleon (Kaiser der Franzosen)      |                                      |                                      |                                      |                                      |  |  |                            |                            |                            |                            |                            |                            |
|                                                   |                                                   |                                                   |                                                   | Maximilian I. (König von Bayern)                  | Maximilian I. (König von Bayern)                  | Maximilian I. (König von Bayern) | Maximilian I. (König von Bayern) | Maximilian I. (König von Bayern)                    | Maximilian I. (König von Bayern)                    |                                                     |                                                     | Auguste Wilhelmine (Königin von Bayern)             | Auguste Wilhelmine (Königin von Bayern)             | Auguste Wilhelmine (Königin von Bayern) | Auguste Wilhelmine (Königin von Bayern) | Auguste Wilhelmine (Königin von Bayern)                              | Auguste Wilhelmine (Königin von Bayern)                              |                                                                      |                                                                      | Alexandre de Beauharnais (Armeeoffizier)                             | Alexandre de Beauharnais (Armeeoffizier)                             | Alexandre de Beauharnais (Armeeoffizier) | Alexandre de Beauharnais (Armeeoffizier) | Alexandre de Beauharnais (Armeeoffizier)                 | Alexandre de Beauharnais (Armeeoffizier)                 |                                                          |                                                          | Joséphine de Beauharnais                                 | Joséphine de Beauharnais                                 | Joséphine de Beauharnais | Joséphine de Beauharnais | Joséphine de Beauharnais                               | Joséphine de Beauharnais                               |                                                        |                                                        | Napoleon (Kaiser der Franzosen)                        | Napoleon (Kaiser der Franzosen)                        | Napoleon (Kaiser der Franzosen) | Napoleon (Kaiser der Franzosen) | Napoleon (Kaiser der Franzosen)      | Napoleon (Kaiser der Franzosen)      |                                      |                                      |                                      |                                      |  |  |                            |                            |                            |                            |                            |                            |
|                                                   |                                                   |                                                   |                                                   |                                                   |                                                   |                                  |                                  |                                                     |                                                     |                                                     |                                                     |                                                     |                                                     |                                         |                                         |                                                                      |                                                                      |                                                                      |                                                                      |                                                                      |                                                                      |                                          |                                          |                                                          |                                                          |                                                          |                                                          |                                                          |                                                          |                          |                          |                                                        |                                                        |                                                        |                                                        |                                                        |                                                        |                                 |                                 |                                      |                                      |                                      |                                      |                                      |                                      |  |  |                            |                            |                            |                            |                            |                            |
|                                                   |                                                   |                                                   |                                                   |                                                   |                                                   |                                  |                                  |                                                     |                                                     |                                                     |                                                     |                                                     |                                                     |                                         |                                         |                                                                      |                                                                      |                                                                      |                                                                      |                                                                      |                                                                      |                                          |                                          |                                                          |                                                          |                                                          |                                                          |                                                          |                                                          |                          |                          |                                                        |                                                        |                                                        |                                                        |                                                        |                                                        |                                 |                                 |                                      |                                      |                                      |                                      |                                      |                                      |  |  |                            |                            |                            |                            |                            |                            |
|                                                   |                                                   |                                                   |                                                   |                                                   |                                                   |                                  |                                  | Auguste von Bayern (Vizekönigin von Italien)        | Auguste von Bayern (Vizekönigin von Italien)        | Auguste von Bayern (Vizekönigin von Italien)        | Auguste von Bayern (Vizekönigin von Italien)        | Auguste von Bayern (Vizekönigin von Italien)        | Auguste von Bayern (Vizekönigin von Italien)        |                                         |                                         | Eugène de Beauharnais (Adoptivsohn Napoleons, Vizekönig von Italien) | Eugène de Beauharnais (Adoptivsohn Napoleons, Vizekönig von Italien) | Eugène de Beauharnais (Adoptivsohn Napoleons, Vizekönig von Italien) | Eugène de Beauharnais (Adoptivsohn Napoleons, Vizekönig von Italien) | Eugène de Beauharnais (Adoptivsohn Napoleons, Vizekönig von Italien) | Eugène de Beauharnais (Adoptivsohn Napoleons, Vizekönig von Italien) |                                          |                                          |                                                          |                                                          |                                                          |                                                          |                                                          |                                                          |                          |                          | Hortense de Beauharnais (Königin von Holland)          | Hortense de Beauharnais (Königin von Holland)          | Hortense de Beauharnais (Königin von Holland)          | Hortense de Beauharnais (Königin von Holland)          | Hortense de Beauharnais (Königin von Holland)          | Hortense de Beauharnais (Königin von Holland)          |                                 |                                 | Louis Bonaparte (König von Holland)  | Louis Bonaparte (König von Holland)  | Louis Bonaparte (König von Holland)  | Louis Bonaparte (König von Holland)  | Louis Bonaparte (König von Holland)  | Louis Bonaparte (König von Holland)  |  |  |                            |                            |                            |                            |                            |                            |
|                                                   |                                                   |                                                   |                                                   |                                                   |                                                   |                                  |                                  | Auguste von Bayern (Vizekönigin von Italien)        | Auguste von Bayern (Vizekönigin von Italien)        | Auguste von Bayern (Vizekönigin von Italien)        | Auguste von Bayern (Vizekönigin von Italien)        | Auguste von Bayern (Vizekönigin von Italien)        | Auguste von Bayern (Vizekönigin von Italien)        |                                         |                                         | Eugène de Beauharnais (Adoptivsohn Napoleons, Vizekönig von Italien) | Eugène de Beauharnais (Adoptivsohn Napoleons, Vizekönig von Italien) | Eugène de Beauharnais (Adoptivsohn Napoleons, Vizekönig von Italien) | Eugène de Beauharnais (Adoptivsohn Napoleons, Vizekönig von Italien) | Eugène de Beauharnais (Adoptivsohn Napoleons, Vizekönig von Italien) | Eugène de Beauharnais (Adoptivsohn Napoleons, Vizekönig von Italien) |                                          |                                          |                                                          |                                                          |                                                          |                                                          |                                                          |                                                          |                          |                          | Hortense de Beauharnais (Königin von Holland)          | Hortense de Beauharnais (Königin von Holland)          | Hortense de Beauharnais (Königin von Holland)          | Hortense de Beauharnais (Königin von Holland)          | Hortense de Beauharnais (Königin von Holland)          | Hortense de Beauharnais (Königin von Holland)          |                                 |                                 | Louis Bonaparte (König von Holland)  | Louis Bonaparte (König von Holland)  | Louis Bonaparte (König von Holland)  | Louis Bonaparte (König von Holland)  | Louis Bonaparte (König von Holland)  | Louis Bonaparte (König von Holland)  |  |  |                            |                            |                            |                            |                            |                            |
|                                                   |                                                   |                                                   |                                                   |                                                   |                                                   |                                  |                                  |                                                     |                                                     |                                                     |                                                     |                                                     |                                                     |                                         |                                         |                                                                      |                                                                      |                                                                      |                                                                      |                                                                      |                                                                      |                                          |                                          |                                                          |                                                          |                                                          |                                                          |                                                          |                                                          |                          |                          |                                                        |                                                        |                                                        |                                                        |                                                        |                                                        |                                 |                                 |                                      |                                      |                                      |                                      |                                      |                                      |  |  |                            |                            |                            |                            |                            |                            |
|                                                   |                                                   |                                                   |                                                   |                                                   |                                                   |                                  |                                  |                                                     |                                                     |                                                     |                                                     |                                                     |                                                     |                                         |                                         |                                                                      |                                                                      |                                                                      |                                                                      |                                                                      |                                                                      |                                          |                                          |                                                          |                                                          |                                                          |                                                          |                                                          |                                                          |                          |                          |                                                        |                                                        |                                                        |                                                        |                                                        |                                                        |                                 |                                 |                                      |                                      |                                      |                                      |                                      |                                      |  |  |                            |                            |                            |                            |                            |                            |
| Josephine von Leuchtenberg (Königin von Schweden) | Josephine von Leuchtenberg (Königin von Schweden) | Josephine von Leuchtenberg (Königin von Schweden) | Josephine von Leuchtenberg (Königin von Schweden) | Josephine von Leuchtenberg (Königin von Schweden) | Josephine von Leuchtenberg (Königin von Schweden) |                                  |                                  | Eugénie Fürstin von Hohenzollern-Hechingen          | Eugénie Fürstin von Hohenzollern-Hechingen          | Eugénie Fürstin von Hohenzollern-Hechingen          | Eugénie Fürstin von Hohenzollern-Hechingen          | Eugénie Fürstin von Hohenzollern-Hechingen          | Eugénie Fürstin von Hohenzollern-Hechingen          |                                         |                                         | Auguste de Beauharnais Prinzgemahl von Portugal                      | Auguste de Beauharnais Prinzgemahl von Portugal                      | Auguste de Beauharnais Prinzgemahl von Portugal                      | Auguste de Beauharnais Prinzgemahl von Portugal                      | Auguste de Beauharnais Prinzgemahl von Portugal                      | Auguste de Beauharnais Prinzgemahl von Portugal                      |                                          |                                          | Amélie von Leuchtenberg Kaiserin von Brasilien           | Amélie von Leuchtenberg Kaiserin von Brasilien           | Amélie von Leuchtenberg Kaiserin von Brasilien           | Amélie von Leuchtenberg Kaiserin von Brasilien           | Amélie von Leuchtenberg Kaiserin von Brasilien           | Amélie von Leuchtenberg Kaiserin von Brasilien           |                          |                          | Napoléon Louis Bonaparte Großherzog von Kleve und Berg | Napoléon Louis Bonaparte Großherzog von Kleve und Berg | Napoléon Louis Bonaparte Großherzog von Kleve und Berg | Napoléon Louis Bonaparte Großherzog von Kleve und Berg | Napoléon Louis Bonaparte Großherzog von Kleve und Berg | Napoléon Louis Bonaparte Großherzog von Kleve und Berg |                                 |                                 | Napoleon III. (Kaiser der Franzosen) | Napoleon III. (Kaiser der Franzosen) | Napoleon III. (Kaiser der Franzosen) | Napoleon III. (Kaiser der Franzosen) | Napoleon III. (Kaiser der Franzosen) | Napoleon III. (Kaiser der Franzosen) |  |  | Napoléon Charles Bonaparte | Napoléon Charles Bonaparte | Napoléon Charles Bonaparte | Napoléon Charles Bonaparte | Napoléon Charles Bonaparte | Napoléon Charles Bonaparte |

## Ehrungen
Sein Name ist am Triumphbogen in Paris in der 25. Spalte (Ls BONAPARTE) eingetragen.
- 1808: Elefanten-Orden